# De Halve Maen (Efteling)
Pour les articles homonymes, voir Halve Maen.
De Halve Maen (ou La Demi Lune en français) est une attraction du parc à thèmes néerlandais Efteling.
Ouvert en 1982, ce bateau balançoire est situé dans la section Ruigrijk du parc. Appelé en français « Royaume Sauvage » ou encore « Royaume Déchaîné », il se trouve dans la partie orientale du parc. Cette section est celle des sensations mais on y trouve bien sûr des attractions pour les petits et les familles.
Cette attraction fut créée par Ton van de Ven. Celui-ci est un grand designer du parc. Il a conçu entre autres le Vol de rêve, Fata Morgana, Villa Volta, Vogel Rok, Piraña, le Château Hanté et la Pagode. Intamin, qui a également construit le Circuit de Bob, Piraña et Pegasus, en est le constructeur. Il s'agit d'un modèle Super Bounty doté d'un bateau encore plus grand que le modèle Super Bounty standard.
De Halve Maen avec ses 27 mètres est une copie d'un authentique bateau de la Compagnie néerlandaise des Indes orientales. Son nom fait d'ailleurs directement référence au nom du navire modèle : Halve Maen. Le décor environnant est celui d'un port dans le style d'Anton Pieck.
Après l'arrivée des plus grandes montagnes russes européennes de l'époque, le Python ouvert en 1981, ce bateau balançoire est la deuxième attraction à sensations d'Efteling. Avec ces attractions, le parc démontre qu'il commence à se préoccuper de plus en plus des adolescents de douze à vingt ans.
Le point culminant de l'attraction est à 20 mètres de haut et le bateau atteint une vitesse de 54 km/h. Un total de 85 personnes peut s'asseoir dans la caravelle. C'est le plus grand navire balançoire au monde. À ce titre, il a acquis une reconnaissance dans le livre Guinness des records.
Cette attraction est fermée lorsqu'il gèle durant le Winter Efteling hivernal. Le coût total de la construction était alors de deux millions de florins (900 000 €).

## Données techniques
- Hauteur de l'installation : 20 mètres[3]
- Hauteur des balancements : 25 mètres
- Angle d'oscillation : 180 °
- Longueur du navire : 27 mètres
- Vitesse maximum : 54 km/h
- Force g : 0 (négatif)
- Capacité : 85 visiteurs
- Capacité par heure : 1 200[6]
- Coût : 900 000 €